# Тријебово
Тријебово је насељено мјесто у општини Мркоњић Град, Република Српска, БиХ. Према попису становништва из 1991. у насељу је живјело 509 становника.

## Географија
Удаљено је 15 километара од града и налази се на падинама планине Мањача, на надморској висини од 844 метра. Насеље се данас налази у оквиру мјесне заједнице Шеховци.

## Име
Предање каже да се неколико људи из Варцара доселило у Тријебово и да су продавали пшеницу у чаршији. Њиховој пшеници су се сви чудили и дивили и говорили: Е, ово је истријебљена (пробрана) пшеница! И по чистоћи пшенице добије село име Тријебово (требљено, пробрано).

## Становништво
Према службеном попису становништва из 1991. године, Тријебово је имало 509 становника. Срби су чинили 99% од укупног броја становника.
| Националност       | 1991. | 1981. | 1971. | 1961. |
| Срби               | 507   | 877   | 1.233 | 1.305 |
| Југословени        |       | 4     | 2     |       |
| Македонци          |       | 1     |       |       |
| Хрвати             |       |       | 6     |       |
| Муслимани          |       |       | 1     |       |
| остали и непознато |       | 2     | 1     | 3     |
| Укупно             | 507   | 884   | 1.243 | 1.308 |